# ابن حسام سرخسی
جلال‌الدین بن حسام مشهور به ابن حسام سرخسی از مشاهیر سرخس بود. او از راویان حدیث و شاعران قرن هفتم ه‍.ق است.